# Nominosuchus
Nominosuchus is een geslacht van uitgestorven shartegosuchide Crocodylomorpha. Het is bekend van verschillende exemplaren die zijn ontdekt in oude meerafzettingen van de Tsagaantsav-formatie uit het Tithonien, in het zuidwesten van Mongolië. Het type-exemplaar is PIN 4174/4, een gedeeltelijke schedel. Nominosuchus was niet groot; de schedellengte wordt geschat op zestig millimeter. Het was vergelijkbaar met Shartegosuchus, zij het met een bredere snuit, en is toegewezen aan dezelfde familie Shartegosuchidae. 
Nominosuchus werd in 1996 beschreven door Mikhail Efimov en de typesoort is Nominosuchus matutinus. De geslachtsnaam verwijst naar het woestijnbekken van de Nomin-Gobi, De soortaanduiding betekent 'van de morgen' in het Latijn.
In 2003 werd door Koerzanow een tweede soort benoemd: Nominosuchus arcanus, de 'latente'. Deze is gebaseerd op holotype PIN No. 4174/6, een snuit die wat breder is en daarom een aparte soort kan vertegenwoordigen.